# Maniacy z Dniepropetrowska
Maniacy z Dniepropetrowska – określenie stosowane wobec duetu seryjnych morderców – Wiktora Sajenki oraz Ihora Supruniuka – 19-latków, którzy na przełomie czerwca i lipca 2007 roku zamordowali w Dniepropetrowsku na Ukrainie 21 osób. Niektóre ze swych zbrodni dokumentowali na nagraniach, tworząc tzw. snuff films.

## Sajenko i Supruniuk
Wiktor Sajenko urodził się 1 marca 1988 roku, a Ihor Supruniuk 20 kwietnia 1988 roku. Obaj pochodzili z dobrze sytuowanych rodzin i przyjaźnili się od dzieciństwa. Nauczyciele uważali Sajenkę za łatwowiernego. Supruniuk był typem odludka i jedyną osobą, z którą się zadawał był Sajenko. Supruniuk fascynował się faszyzmem i obnosił się z faktem, iż urodził się tego samego dnia co Adolf Hitler. Gdy obaj skończyli 14 lat zaczęli w sadystyczny sposób mordować zwierzęta. Po ich zabiciu, Supruniuk malował ich krwią faszystowskie symbole. Zwierzęta mordowali, by wyzbyć się zahamowań przed mordowaniem ludzi. Obaj marzyli, że gdy dorosną, zostaną płatnymi mordercami. 
Sprawa została okryta złą sławą ze względu na fakt, że niektóre zbrodnie zostały przez morderców nagrane na wideo (tzw. snuff films), a jeden z filmów wyciekł do internetu. Wiktor Sajenko oraz Ihor Supruniuk, zostali oskarżeni o 21 morderstw. Trzeciemu oskarżonemu, Ołeksandrowi Hanży, postawiono zarzut dwóch napadów z bronią, które miały miejsce przed morderstwami. 11 lutego 2009, wszyscy trzej zostali uznani za winnych. Supruniuk i Sajenko otrzymali karę dożywotniego pozbawienia wolności, a Hanża został skazany na 9 lat pozbawienia wolności. Supruniuk i Sajenko złożyli apelację, która została oddalona przez Sąd Najwyższy Ukrainy w listopadzie 2009 roku.

## Ofiary
| L.p. | Ofiara                | Wiek | Data morderstwa |
| ---- | --------------------- | ---- | --------------- |
| 1.   | Wiktor Gatunok        | 61   | 2 marca 2007    |
| 2.   | Wadym Bogdan          | 23   | 24 czerwca 2007 |
| 3.   | Kateryna Ilczenko     | 33   | 25 czerwca 2007 |
| 4.   | Roman Tatarewicz      | 35   | 25 czerwca 2007 |
| 5.   | Ołeksij Kowbasa       | 69   | 28 czerwca 2007 |
| 6.   | Wałerij Krywospicki   | 53   | 28 czerwca 2007 |
| 7.   | Jewhenija Griszczenko | 15   | 1 lipca 2007    |
| 8.   | Mykoła Serczuk        | 56   | 1 lipca 2007    |
| 9.   | Ihor Nieczwołoda      | 21   | 6 lipca 2007    |
| 10.  | Ołena Szram           | 31   | 6 lipca 2007    |
| 11.  | Wałentyna Ganża       | 51   | 6 lipca 2007    |
| 12.  | Andrij Sydiuk         | 14   | 7 lipca 2007    |
| 13.  | Mykoła Pszeniczko     | 53   | 11 lipca 2007   |
| 14.  | Niezidentyfikowany    | ?    | 11 lipca 2007   |
| 15.  | Serhij Jacenko        | 48   | 12 lipca 2007   |
| 16.  | Regina Prokopienko    | 85   | 12 lipca 2007   |
| 17.  | Mykoła Mariańczykow   | B.d. | 13 lipca 2007   |
| 18.  | Wałerija Łobaczenko   | B.d. | 13 lipca 2007   |
| 19.  | Natalija Mamarczuk    | 45   | 14 lipca 2007   |
| 20.  | Wołodymyr Riachowski  | 51   | 15 lipca 2007   |
| 21.  | Jurij Pieczotin       | 47   | 16 lipca 2007   |